# Buddy Holly (альбом)
Buddy Holly — второй студийный альбом американского певца Бадди Холли и группы The Crickets (однако на обложке указано лишь имя Бадди Холли). Диск вышел в монофоническом звучании; в отличие от предыдущего и последующего альбомов, данная пластинка в американский хит-парад не попала.

## Обзор
Decca Records, с которыми был подписан контракт у Бадди Холли и группы The Crickets, проводили несколько запутанный маркетинг своих клиентов, которые были поделены между двумя подразделениями лейбла: на Brunswick Records выходили пластинки The Crickets (с Бадди Холли), на Coral Records — Бадди Холли (с The Crickets), то есть по сути одни и те же записи издавались под разными именами. Первая пластинка Холли вышла под именем The Crickets, а вторая была просто названа «Buddy Holly»: к тому времени именно Холли стал ассоциироваться с хитами коллектива. Вопреки своему имиджу, для обложки альбома Холли был сфотографирован без своих известных очков в роговой оправе.
Альбом записывался в Нью-Йорке и Кловисе (шт. Нью-Мексико), в котором у продюсера пластинки Нормана Петти была своя небольшая студия. В альбом вошёл хит-сингл «Peggy Sue» (1957), две рок-н-ролльные кавер-версии — «Ready Teddy» Литла Ричарда и «(You’re So Square) Baby, I Don’t Care» из фильма «Тюремный рок» Элвиса Пресли, а также кавер-версия песни Фэтса Домино «Valley of Tears». Одну из песен альбома — «Words of Love» — в 1964 году запишут The Beatles для своего альбома «Beatles for Sale».

## Список композиций
| №   | Название                               | Автор(ы)                                    | Длительность |
| --- | -------------------------------------- | ------------------------------------------- | ------------ |
| 1.  | «I’m Gonna Love You Too»               | Джо Б. Молдин, Ники Салливан, Норман Петти  | 2:14         |
| 2.  | «Peggy Sue»                            | Бадди Холли, Джерри Аллисон, Норман Петти   | 2:30         |
| 3.  | «Look at Me»                           | Бадди Холли, Джерри Аллисон, Норман Петти   | 2:07         |
| 4.  | «Listen to Me»                         | Бадди Холли, Норман Петти                   | 2:22         |
| 5.  | «Valley of Tears»                      | Фэтс Домино, Дейв Бартоломью                | 2:09         |
| 6.  | «Ready Teddy»                          | Роберт Блэкуэлл, Джон Мараскалко            | 1:32         |
| 7.  | «Everyday»                             | Бадди Холли, Норман Петти                   | 2:09         |
| 8.  | «Mailman, Bring Me No More Blues»      | Рут Робертс, Билл Катц, Стенли Клейтон      | 2:12         |
| 9.  | «Words of Love»                        | Бадди Холли                                 | 1:56         |
| 10. | «(You’re So Square) Baby I Don’t Care» | Лейбер и Столлер                            | 1:37         |
| 11. | «Rave On!»                             | Сонни Уэст, Билл Тилгман, Норман Петти      | 1:50         |
| 12. | «Little Baby»                          | Бадди Холли, Норман Петти, К. У. Кендал-мл. | 1:57         |

## Участники записи
- Бадди Холли — гитара, вокал
- Джо Молдин — бас-гитара
- Джерри Аллисон — барабаны
- Норман Петти — орган в № 3, фортепиано в № 11
- Ви Петти — фортепиано в № 3, 5, 6, 8; челеста в № 7
- К. У. Кендал-мл. — фортепиано в № 3, 10, 12
- Ники Салливан — ритм-гитара в № 6
- Ал Кайола — гитара в № 11
- Дональд Арон — гитара в № 11
- Уильям Марих, Роберт Боллингер, Роберт Хартер, Меррил Острус, Эбби Хоффер — подпевки в № 11

## Альбомные синглы
- Words of Love / Mailman, Bring Me No More Blues (1957)
- Peggy Sue / Everyday (1957)
- I’m Gonna Love You Too / Listen to Me (1958)
- Rave On / Take Your Time (1958)